# Toppers van toen
Toppers van toen is een verzamelalbum van Gerard Cox. De titel is verraderlijk aangezien Cox geen enkele hit in de hitparades had in die tijd. Zijn "grootste" verkoopsucces was destijds Een broekje in de branding, maar toen had Cox CNR Records al verruild voor Philips Records/Decca Records. Het album werd waarschijnlijk uitgebracht om mee te liften op de successen van Cox bij Philips/Decca.

## Muziek
| Nr. | Titel                 | Duur |
| --- | --------------------- | ---- |
| 1.  | Liefde zonder vrees   |      |
| 2.  | God is niet dood      |      |
| 3.  | Rompelmoes            |      |
| 4.  | La belle Américaine   |      |
| 5.  | Het duiveltje van Hoh |      |
| 6.  | Langharig             |      |

| Nr. | Titel                               | Duur |
| --- | ----------------------------------- | ---- |
| 1.  | Het moet gezegd                     |      |
| 2.  | Het hoeft allemaal niet zo erg      |      |
| 3.  | Mijn vriendin ging er van door      |      |
| 4.  | De meisjes van de suikerwerkfabriek |      |
| 5.  | Dodemansplaats                      |      |
| 6.  | Meisje in de stad                   |      |